# Itezhi Tezhi (Sambia)
Itezhi Tezhi ist eine Kleinstadt mit 22.449 Einwohnern (2022) am Fluss Kafue in der Südprovinz in Sambia. Lusaka liegt 115 Kilometer entfernt. Der Ort liegt neben dem Itezhitezhi-Damm. Er liegt etwa 1020 Meter über dem Meeresspiegel und ist Sitz der Verwaltung des gleichnamigen Distrikts.

## Wirtschaft
Itezhi Tezhi lebt vom Tourismus im Kafue-Nationalpark und gilt als idyllischer Ort. Der Stausee bietet durch seine Elektrizitätserzeugung und Wartung einige wichtige Arbeitsplätze im Ort wie auch der Nationalpark. Insgesamt unterliegt die Gemeinde den ästhetischen und organisatorischen Auflagen der World Tourism Organisation. Die Landwirtschaft ist vergleichbar mit der im benachbarten Namwala. Angebaut werden Mais und Erdnüsse. Dazu kommt eine beachtliche Viehhaltung und Fischerei. Im Januar 2006 meldete der Distrikt 7626 Haushalte in Hungersnot. Die Zambia Times notierte 2005, dass es kein einziges Entwicklungsprojekt im Distrikt gebe.

## Infrastruktur
Itezhi Tezhi verfügt in weiterem Umkreis über mehrere Lodges und Safaricamps. Es gibt Geschäfte und eine Tankstelle, ein Krankenhaus, Grund- und Sekundarschulen. Der Landeplatz Ngoma Air Strip liegt in unmittelbarer Nähe bei dem Kalala Camp.

## Demografie
| Jahr | Einwohnerzahl |
| ---- | ------------- |
| 1990 | 5027          |
| 2000 | 6876          |
| 2010 | 13.858        |
| 2022 | 22.449        |